# Заболонник плодовый
Заболонник плодовый (лат. Scolytus mali) — вид жуков-долгоносиков из подсемейства короедов. Распространён в Европе (включая Северный Кавказ) и в Западной Сибири.

## Описание
Длина тела взрослых насекомых 3—4,5 мм. Тело красно-бурое, блестящее. Голова и переднеспинка тёмно-бурые, почти чёрные.

## Экология
Обитают преимущественно в плодовых садах, но также и в лесных насаждениях. Питаются на плодовых деревьях, в том числе яблоня, слива и некоторые другие, реже рябину, вяз (Ulmus effusa, вяз японский), боярышник (боярышник пятипестичный, боярышник обыкновенный), кизильник многоцветковый, пираканта ярко-красная. Повреждают стволы и толстые сучья деревьев, как сваленных так и ослабленных стоящих, редко здоровых деревьев.